# Беляево (Кировская область)
Беляево — село в Кикнурском районе Кировской области.
Расположено на реке Шардань в 15 км к северо-востоку от Кикнура и в 190 км к юго-западу от Кирова.

## Население
| 2010 |
| ---- |
| 208  |

## История
Село Беляево было основано по желанию жителей близлежащих деревень в конце XIX столетия. 17 августа 1889 года прибывшие на собрание при починке Исаковском домохозяйства «имели суждение об открытии вновь прихода по причине дальнего расстояния церквей». С общего согласия было решено построить деревянный храм на землях, пожертвованных в пользу церкви Николая Чудотворца (деревянная, 1893 года) яранским купцом-лесопромышленником Василием Ивановичем Беляевым (умер около 1891 года), память о котором сохранилась в названии села.